# Bitwa pod Zalezianką
Bitwa pod Zalezianką – bitwa partyzancka stoczona 14 maja 1943 roku w lesie pod Zalezianką przez oddział Gwardii Ludowej przeciwko żandarmerii niemieckiej w sile  batalionu.

## Przebieg bitwy
Kwaterujący w lesie w okolicy Zalezianki partyzancki oddział Gwardii Ludowej im. Ziemi Kieleckiej dowodzony przez porucznika Ignacego Robb-Narbutta w składzie trzech plutonów, dowodzonych przez: Henryka Kozubskiego, Władysława Staromłyńskiego i Władysława Wasilewskiego, został wykryty przez niemiecki samolot.  W tym czasie  w oddziale przebywał sekretarz Kieleckiego Okręgu PPR Mieczysław Kowalski i przedstawiciel Sztabu Głównego GL Franciszek Księżarczyk. Do walki doszło w czasie akcji okrążenia i próby likwidacji oddziału Gwardii Ludowej przez żandarmerię niemiecką. Wobec zdecydowanej przewagi po stronie nieprzyjaciela Franciszek Księżarczyk zadecydował, że każdy pluton będzie przebijał się przez pierścień okrążenia na własną rękę. W czasie walki zabitych zostało 5 partyzantów, wśród których był sekretarz Mieczysław Kowalski. Trzech kolejnych zostało rannych, ale udało się wyjść z okrążenia. Tylko pluton dowodzony przez Henryka Kozubskiego nie poniósł żadnych strat, ponieważ znalazł lukę w pozycjach nieprzyjaciela. Straty po stronie niemieckiej były wyższe i oszacowano je na około 30 zabitych i rannych.

## Upamiętnienie
W okresie Polski Ludowej we wsi wzniesiono pomnik upamiętniający poległych w bitwie partyzantów Gwardii Ludowej.